# Чжан Фэн
Чжан Фэн (кит. упр. 张锋, пиньинь Zhāng Fēng; род. 1981, Шицзячжуан, КНР) — американский учёный. Труды в основном посвящены биоинженерии, генетической инженерии и нейробиологии.
Член Национальной академии наук США (2018) и Американской академии искусств и наук (2018).
Будучи аспирантом, вместе с Карлом Дейссеротом разрабатывал оптогенетику. В 2009 году получил степень доктора философии по химии в Стэнфордском университете . С 2012 года работает над системой редактирования генома . Эта работа была признана одной из важнейших в 2013 году по версии журнала Nature .

## Награды и отличия
- 2011 — Нейронаучная премия Перла−UNC[англ.]
- 2012 — National Institutes of Health Director's Pioneer Award[англ.]
- 2014 — Gabbay Award[англ.]
- 2014 — Премия Алана Уотермана
- 2015 — Tsuneko and Reiji Okazaki Award[17]
- 2016 — Международная премия Гайрднера[18]
- 2016 — Премия Тан
- 2016 — Thomson Reuters Citation Laureate по химии
- 2016 — Медаль Джона Скотта Филадельфии
- 2017 — Премия медицинского центра Олбани
- 2017 — Lemelson–MIT Prize
- 2017 — Премия Блаватника для молодых учёных (финалист в 2015 и 2016)
- 2017 - Rabbi Shai Shaknai Award[19]
- 2018 — Keio Medical Science Prize[англ.]
- 2018 — Премия Харви
- 2021 — Richard Lounsbery Award[англ.]
- 2025 — Национальная медаль США в области технологий и инноваций[20]